# Marija Strojnik Scholl
Marija Strojnik Scholl, slovenska astrofizičarka, * 13. julij 1950, Ljubljana.
Strokovno se ukvarja z uporabo optične tehnike pri astronavtiki in raziskovanju Vesolja. V svoji karieri je delovala v Združenih državah Amerike in Mehiki ter je v mednarodnem merilu ena najprepoznavnejših slovenskih znanstvenic.

## Življenjepis
Rodila se je kot edina hči od petih otrok v družini elektrotehnika Aleša Strojnika. Za optiko se je navdušila že v mladih letih, ko je spremljala pri delu očeta, izjemnega inženirja, ki je med drugim sestavil prvi slovenski elektronski mikroskop. Po končani srednji šoli je sprva vpisala študij fizike na Univerzi v Ljubljani, že kmalu pa je sledila družini v Združene države Amerike. Na Državni univerzi Arizone, kjer je postal njen oče profesor, je v samo dveh letih kot edina ženska v svojem letniku diplomirala iz fizike. Doktorski študij je nadaljevala na Univerzi Arizone in doktorirala leta 1979, kot prva ženska v zgodovini oddelka za optično znanost.
Specializirala se je za fiziko infrardečega valovanja in po doktoratu delovala kot vodja oddelka za optiko podjetja Rockwell International (zdaj del korporacije Boeing), kasneje pa kot višja inženirka pri proizvajalcu reaktivnih motorjev in avionike Honeywell ter v Laboratoriju za reaktivni pogon (JPL) na Kalifornijskem tehnološkem inštitutu. Na JPL je razvila inteligenten sistem za navigacijo po zvezdah na podlagi zajema slike s senzorjem CCD, kar omogoča napravam, kot so umetni sateliti, avtonomnejše upravljanje. Ta je danes vgrajen v vse komercialne zrakoplove, satelite sistema GPS idr., izbran pa je bil tudi za upravljanje Nasine sonde Cassini-Huygens, ki je med leti 2004 in 2017 preučevala Saturn.
Na račun raziskovalnih uspehov je dobila položaj zaslužne profesorice na Optičnem raziskovalnem centru (Centro de Investigaciones en Optica, CIO) v mehiškem mestu León. Tam se ukvarja z razvojem metode za neposredno zaznavanje eksoplanetov z interferometrijo. Poleg tega deluje kot članica več strokovnih združenj, za katere pogosto organizira znanstvene kongrese, dva mandata je bila urednica revije Applied Optics, deluje pa tudi v uredniških odborih več drugih revij.  
Ima tri hčere, ki jih je vzgajala sama po smrti moža za lateralno sklerozo. Dve od njih sta postali znanstvenici. Sama se bojuje z rakom, ki so ji ga prvič diagnosticirali leta 2008, a ga z zdravljenjem obvladuje.

## Priznanja
Za razvoj navigacijskega sistema je leta 1996 kot prva ženska prejela nagrado  Georgea W. Goddarda, ki jo podeljuje Mednarodno društvo za optiko in fotoniko (SPIE). Izvoljena je bila tudi za redno članico (fellow) Ameriške optične zveze. Leta 2021 je dobila nagrado ameriškega častnega združenja Sigma Xi, 2022 pa je bila izvoljena za njegovo predsednico s triletnim mandatom.
Mehiška nacionalna agencija za znanost in tehnologijo (Concejo Nacional de Ciencia y Tecnologija) in Inštitut za optične raziskave (Centro de Investigaciones en Optica) v Leonu, Mehiki, sta decembra 2022 poimenovala knjižnico tega inštituta Knjižnica Marija Strojnik Pogačar, v njeno čast. To je knjižnica z največjo zbirko bibliografskega gradiva na področju optike in fotonike v Latinski Ameriki. Marija Strojnik je počaščena s tem priznanjem kot ugledna znanstvenica. Prejela ga je tudi v hvaležnost za svojo človeško toplino kot sodelavka in mentorica, za radodarnost pri posredovanju znanja v akademskih krogih in na poljudno-znanstvenih udejstvovanjih. Njen drugi priimek, Pogačar, je vključen na spominski plošči po tradiciji latinske kulture, kjer je potomec poznan po očetovem in materinem imenu.
Julija 2022 je bila Marija Strojnik izvoljena za predsednico Sigma Xi (ΣΞ), znanstveno-raziskovalne častne organizacije s skoraj 60.000 člani v ZDA in po svetu. Gre za interdisciplinarno združenje, ki spodbuja etiko in odličnost v znanstvenih in inženirskih raziskavah. Izdaja multidisciplinarno revijo American Scientist, namenjeno prenašanju znanosti na vse družbene ravni. Strojnik je funkcijo predsednice organizacije Sigma Xi prevzela julija 2023. Njeno predsedovanje zaznamujejo trije dosežki. V njenem enoletnem mandatu se je članstvo po desetletjih upadanja znova začelo povečevati; udeležba na letnem srečanju je bila največja med vsemi v preteklem desetletju; in pod njenim vodstvom se je letna prekoračitev proračuna dvakrat zaporedoma zmanjšala po desetletjih prekomerne potrošnje. S tem je preprečila izčrpanje sredstev v fundaciji te organizacije.